# Irish National Liberation Army
De Irish National Liberation Army, INLA, Iers: Arm Saoirse Náisiúnta na hÉireann) is een Iers-republikeinse socialistische paramilitaire organisatie die ontstond in december 1974 tijdens het dertigjarige Noord-Ierse conflict bekend als de Troubles. Het doel van de organisatie is Noord-Ierland af te scheiden van het Verenigd Koninkrijk en een socialistische republiek te creëren die het gehele Ierland omvat.
De INLA werd opgericht door voormalige leden van de Official IRA die tegen het staakt-het-vuren waren die deze groepering in 1972 afkondigde. De organisatie stond aanvankelijk ook bekend als de People's Liberation Army (PLA). De militaire strijd van de INLA was gericht tegen het Britse leger en de Noord-Ierse politie, de Royal Ulster Constabulary (RUC).
In 1998 kondigde de organisatie een staakt-het-vuren af en in 2009 gaf de organisatie aan de wapens definitief neer te leggen en zich op politiek toe te leggen.